# Staruchi
Staruchi (Старухи) è un film del 2003 diretto da Gennadij Sidorov.

## Trama
Il film racconta di donne anziane che vivono nello stesso villaggio. Nonostante le difficili condizioni di vita, non si scoraggiano e non moriranno. All'improvviso una famiglia uzbeka si trasferisce nel villaggio, ma non piace a tutti.